# 농약연구소
농약연구소는 종전 농업기술연구소 화학부의 기능중 농약에 관한 모든 기능과 생물부의 병해충방제, 품목고시 기능을 분리확대 개편하여 1981년에 신설된 농촌진흥청 산하의 기관이다. 1994년 정부조직정비계획에 의거 농촌진흥청의 전반적인 체제정비를 위한 직제개편에 따라 발족된 농업과학기술원으로 통합되었다.